# Eric Gerets
Eric Maria Gerets (* 18. Mai 1954 in Rekem) ist ein ehemaliger belgischer Fußballspieler und -trainer.

## Karriere als Spieler
Gerets begann seine Karriere in seinem Geburtsort bei AA Rekem, einer Teilgemeinde von Lanaken in der Provinz Limburg in Belgien. 1971 wechselte er zu Standard Lüttich. Mit Standard Lüttich wurde er 1981 Pokalsieger und 1982 und 1983 Meister. 1982 wurde er zu Belgiens Fußballer des Jahres gewählt. 1983 wechselte Gerets nach Italien zur AC Mailand. Hier fand er sich jedoch nicht zurecht und wechselte 1984 zu MVV Maastricht. Zur Saison 1985/86 wechselte er zur PSV Eindhoven, wo er bis zu seinem Karriereende 1992 unter Vertrag stand. Mit dem PSV Eindhoven gewann er 1988 am 25. Mai in Stuttgart gegen Benfica Lissabon nach Elfmeterschießen (0:0 n. V./6:5 n. E.) den Europapokal der Landesmeister, wurde sechsmal Meister und dreimal Pokalsieger.
Der Rechtsverteidiger debütierte am 27. September 1975 beim Länderspiel in Brüssel gegen die DFV-Auswahl in der Nationalmannschaft. Gerets gehörte neben Spielern wie Jean-Marie Pfaff, Walter Meeuws und Jan Ceulemans zu den tragenden Säulen der Elf von Nationaltrainer Guy Thys, die sich bei der EM 1980 in Italien in die Elite des Weltfußballs spielte. In der EM-Qualifikationsgruppe 2 hatten es die „Roten Teufel“ vom 20. September 1978 bis zum 19. Dezember 1979 mit den Konkurrenten aus Österreich, Portugal, Schottland und Norwegen zu tun gehabt. Mit 12:5 Toren und 12:4 Punkten setzte sich Belgien durch, Gerets absolvierte dabei – wie auch Julien Cools, Francois van der Elst, Walter Meeuws und René Vandereycken alle acht Qualifikationsspiele.

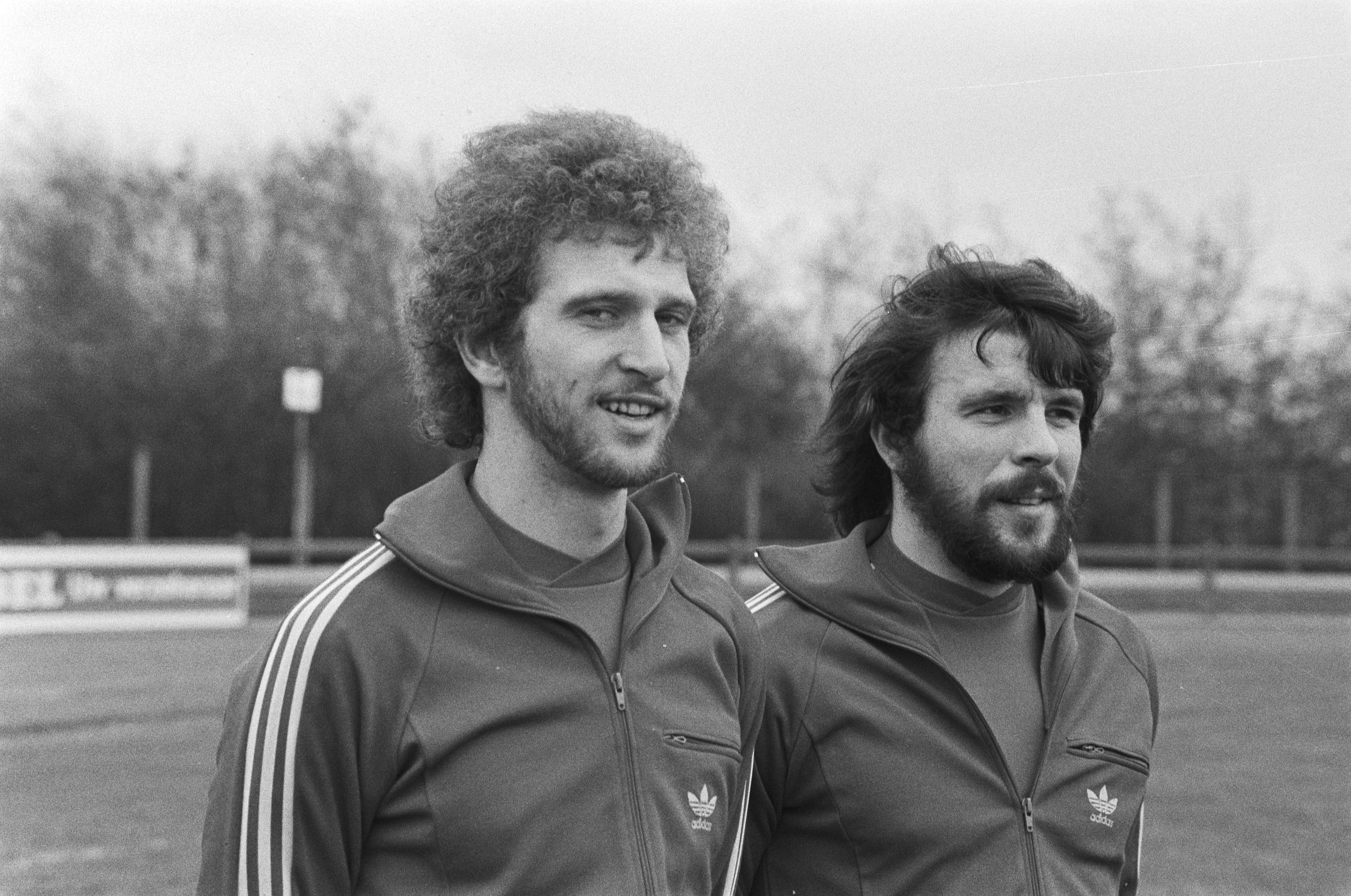
Gerets (r.) mit Ludo Coeck (1980)

In EM-Endrunde 1980 in Italien vom 11. bis 22. Juni war Gerets auch in den drei Gruppenspielen gegen England (1:1), Spanien (2:1 und Italien (0:0) auf dem Feld. Im Endspiel von Rom am 22. Juni verlor die Mannschaft mit 1:2 gegen Deutschland. Trainer Thys hatte in Italien auf eine Stammelf mit Jean-Marie Pfaff, Michel Renquin, Gerets, Meeuws, Luc Millecamps, Julien Cools, Wilfried van Moer, Raymond Mommens, René Vandereycken, Francois van der Elst und Jan Ceulemans gesetzt, die alle zu vier Einsätzen während der Endrunde kamen.
Bei der Weltmeisterschaft 1982 in Spanien schlug Belgien im Eröffnungsspiel Weltmeister Argentinien mit 1:0, schied später aber in der zweiten Finalrunde gegen Polen aus.
Gerets nahm auch an der Fußball-Weltmeisterschaft 1986 in Mexiko teil, wo er den größten Erfolg des belgischen Fußballs feiern konnte, als seine Mannschaft Vierter wurde.
Bei der Fußball-Weltmeisterschaft 1990 erreichte er mit dem Team das Achtelfinale, schied aber gegen England nach Verlängerung aus. Mit dem Spiel am 27. März 1991 in Brüssel gegen Wales beendete er seine 16-jährige Laufbahn in der Nationalmannschaft.

## Karriere als Trainer
Gleich im Anschluss an seine aktive Laufbahn übernahm Eric Gerets 1992 als Cheftrainer den belgischen Erstligisten RFC Lüttich. Seine Trainertätigkeit führte ihn in den nachfolgenden Jahren zu den Vereinen Lierse SK und FC Brügge, mit denen er jeweils belgischer Meister wurde. Von 1999 bis 2002 war Gerets beim PSV Eindhoven tätig, mit dem er zweimal niederländischer Meister und niederländischer Supercup-Gewinner 2001 wurde. Im Mai 2002 wurde er in Eindhoven entlassen und ersetzte am 5. September 2002 Andreas Brehme als Trainer beim deutschen Fußball-Bundesligisten 1. FC Kaiserslautern, wo er die Mannschaft vor dem Abstieg rettete und in das DFB-Pokalfinale 2003 führte, wo die Mannschaft dem FC Bayern München unterlag. Nach einer durchwachsenen ersten Halbserie 2003/04 wurde Gerets am 2. Februar 2004 in Kaiserslautern entlassen und unterschrieb am 4. April 2004 einem Vertrag beim VfL Wolfsburg. Wolfsburg führte er zu Beginn der Saison 2004/05 bis an die Tabellenspitze der Fußball-Bundesliga, dieses Niveau konnte der Verein jedoch nicht bis ans Saisonende halten. Nach Differenzen mit dem Vorstand über die Zukunft des Vereins trennte man sich am 28. Mai 2005 und Eric Gerets wurde durch Holger Fach ersetzt. Gerets unterschrieb daraufhin einen Vertrag beim türkischen Traditionsclub Galatasaray Istanbul, bei dem er von Mai 2005 bis Mai 2007 im Amt war. Mit diesem Verein holte er in der Saison 2005/06 die Meisterschaft. Seit September 2007 war er als Nachfolger von Albert Emon Trainer des französischen Erstdivisionärs Olympique Marseille. Am 28. April 2009 erklärte Gerets seinen Rücktritt als Trainer von Olympique Marseille zum Saisonende. Am 1. Juli 2009 übernahm Erik Gerets den Verein al-Hilal aus Saudi-Arabien, den er bis Herbst 2010 coachte. Im Juli 2010 unterschrieb er einen Vertrag als Trainer der marokkanischen Nationalmannschaft, die er im November 2010 zum ersten Mal betreute. Im September 2012 endete sein Vertrag mit der marokkanischen Nationalmannschaft und Gerets übernahm im Oktober 2012 Lekhwiya aus der Qatar Stars League. Nach anderthalb Jahren endete die Zusammenarbeit, nachdem Lekhwiya in Gerets zweiter Saison den QSL-Meistertitel errungen hatte. Von Mai 2014 bis Juni 2015 war er Trainer des al-Jazira Club. Nach einem  2016 erlittenen  Schlaganfall musste er sich aus dem Sport zurückziehen und lebt auf seinem  Bauernhof in Boorsem in Flandern.